# Sarakinoí
Sarakinoí är en ort i Grekland.   Den ligger i prefekturen Nomós Péllis och regionen Mellersta Makedonien, i den norra delen av landet, 400 km norr om huvudstaden Aten. Sarakinoí ligger 635 meter över havet och antalet invånare är 351.
Terrängen runt Sarakinoí är varierad.Runt Sarakinoí är det ganska tätbefolkat, med 75 invånare per kvadratkilometer. Närmaste större samhälle är Édessa, 14,8 km sydost om Sarakinoí. Omgivningarna runt Sarakinoí är en mosaik av jordbruksmark och naturlig växtlighet.